# 전화 접속

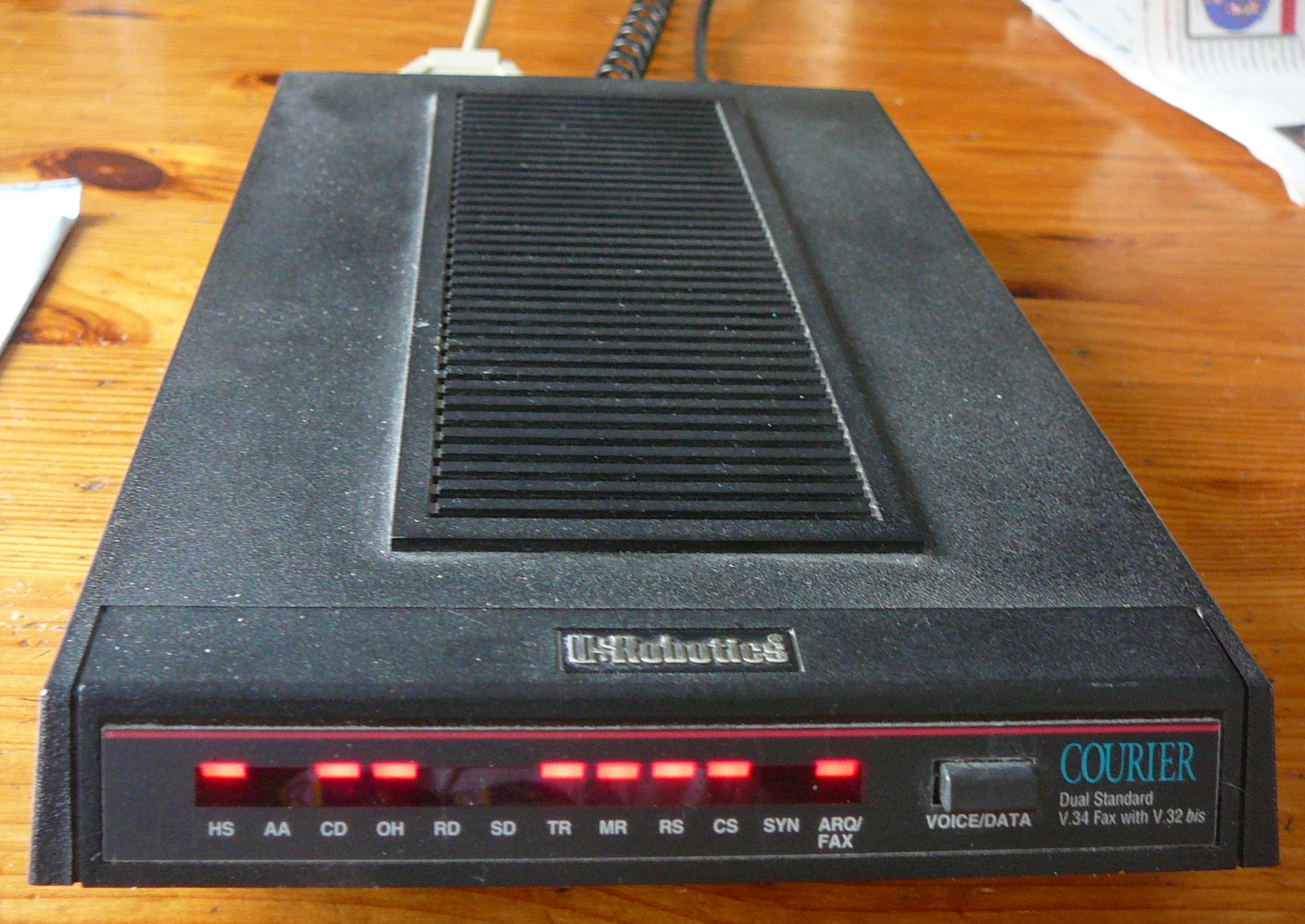

전화 접속(문화어: 공중회선접속)은 컴퓨터에서 전화선을 통해 네트워크에 접속하는 방식들 가운데 하나이다. 더 구체적으로 말해 인터넷 서비스 제공자(ISP)를 비롯하여 PC통신을 제공하는 업체(BBS), 기업 사설망 등이 있는 전화번호(액세스 포인트)에 전화를 걸어 전화선을 통해 인터넷이나 PC통신, 기업 등에 접속할 수 있다. 여기서 파생한 전화 인터넷 접속(Dial-up Internet Access)이라는 용어는 전화선으로 인터넷 접속을 하는 한 형태이다.

## 특징
전화 접속에는 아래와 같은 특징이 있다.
- 전화망을 제외하고 전화사와 별도 회선의 계약이나 공사 없이 이용할 수 있다.
- 통신 속도는 아날로그 모뎀으로 56kbps까지, ISDN으로 64~128kbps까지이며 고정 전화 회선의 경우 속도가 상대적으로 느린 편이다.
- 인터넷에 접속할 경우 전화사의 전화 요금과 ISP의 전화 요금이 따로 과금되는 것이 보통이다. 또, PC통신 시대에는 호스트 컴퓨터의 이용 요금도 따로 부과되었다.

### 이용성
전화 액세스 포인트는 세계에 걸쳐 사용할 수 있으므로 전화 접속은 여행객들에게 유용하게 쓰인다. 전화 접속은 일반적으로 광대역 접속이 인구 수나 수요에 미치지 않아 시골 지역이나 원격 지역에서 사용할 수 있는 유일한 선택이다. 가끔 전화 접속은 예산이 얼마 없는 사람들에게 가끔 무료로 제공될 경우 쓰이기도 하지만, 브로드밴드는 이제 미국, 캐나다, 아일랜드, 오스트레일리아, 영국과 같은 국가에서 시장 경쟁을 통해 싼 가격으로 이용할 수 있게 되었다.
사용자나 ISP가 접속을 끊는 등의 일을 할 수 있기 때문에 전화 접속은 고정 접속이라고 할 수 없다. 인터넷 서비스 제공자들은 접속 문제를 막기 위해 연결 시간에 제한을 둘 수 있으며 사용자의 접속을 끊게 된다. 이로써 다시 연결을 요구하며 비용과 지연 시간도 이와 관계되어 있다.
2008년에 단지 10%의 미국 성인들이 전화 접속을 사용하여 인터넷에 접근한다는 연구가 퓨 리서치 센터에서 "Pew Internet and American Life Project"라는 이름으로 공개되었다. 높은 브로드밴드 가격에 대한 인프라가 부족하여 전화 접속을 사용할 수 없는 게 그 까닭이다.

### 통신 프로토콜
전화 접속으로 쓰이는 통신 프로토콜은 주로 다음의 것들이 쓰인다.
- 각종 이진 변환 프로토콜
- UUCP (Unix to Unix Copy Protocol)
- SLIP (Serial Line Internet Protocol)
- PPP (Point-to-Point Protocol)

## 전화 접속 속도
아래의 값은 최대 수치이며 실제 값은 특정한 조건에 따라 더 느려질 수 있다. (이를테면 전화선에 노이즈가 낀다는 등)
|                                             |                          |  |  |  |  |
| 모뎀 110 보                                 | 0.1 킬로비트/초          |  |  |  |  |
| 모뎀 300 (300 보) (벨 103 또는 V.21)        | 0.3 킬로비트/초          |  |  |  |  |
| 모뎀 1200 (600 보) (벨 212A 또는 V.22)      | 1.2 킬로비트/초          |  |  |  |  |
| 모뎀 2400 (600 보) (V.22bis)                | 2.4 킬로비트/초          |  |  |  |  |
| 모뎀 2400 (1200 보) (V.26bis)               | 2.4 킬로비트/초          |  |  |  |  |
| 모뎀 4800 (1600 보) (V.27ter)               | 4.8 킬로비트/초          |  |  |  |  |
| 모뎀 9600 (2400 보) (V.32)                  | 9.6 킬로비트/초          |  |  |  |  |
| 모뎀 14.4 (2400 보) (V.32bis)               | 14.4 킬로비트/초         |  |  |  |  |
| 모뎀 28.8 (3200 보) (V.34)                  | 28.8 킬로비트/초         |  |  |  |  |
| 모뎀 33.6 (3429 보) (V.34)                  | 33.6 킬로비트/초         |  |  |  |  |
| 모뎀 56k (8000/3429 보) (V.90)              | 56.0/33.6 킬로비트/초    |  |  |  |  |
| 모뎀 56k (8000/8000 보) (V.92)              | 56.0/48.0 킬로비트/초    |  |  |  |  |
| 하드웨어 압축 (가변) (V.90/V.42bis)         | 56.0-220.0 킬로비트/초   |  |  |  |  |
| 하드웨어 압축 (가변) (V.92/V.44)            | 56.0-320.0 킬로비트/초   |  |  |  |  |
| 서버 측면의 웹 압축 (가변) (넷스케이프 ISP) | 100.0-1000.0 킬로비트/초 |  |  |  |  |

## 요금 제도
- 종량제: 기본적으로 시간이 지남에 따라 전화사의 전화 요금과 ISP의 접속 요금 모두 종량제로 과금된다.
- 정액제: 아무리 사용해도 돈이 추가로 들지 않으며 정해진 비용만 내면 된다. 그러나 전화 요금은 종량제로 처리한다.
- 데이터 통신 정액제: 아무리 사용해도 전화나 회선 요금이 추가로 들지 않으며 정해진 비용만 내면 된다. 밤 시간대에만 정액제가 적용되는 경우도 있으며, 인터넷 서비스에만 한정하는 경우가 많다.

## 같이 보기
- 모뎀
- PC 통신

## 참조
1. ↑  “Redirect: Internal Technical Support ITS”. 2008년 5월 9일에 원본 문서에서 보존된 문서. 2008년 7월 26일에 확인함.
2. ↑  http://www.cnn.com/2008/TECH/ptech/07/02/broadband.study.ap/index.html
3. ↑  Data communication over the telephone network